# Simon Francis
Simon Charles Francis (Nottingham, Inglaterra, Reino Unido, 16 de febrero de 1985) es un exfutbolista inglés que jugaba como defensa. Actualmente es asistente técnico del AFC Bournemouth.

## Carrera

### Inicios
Nacido en Nottingham, fue rechazado desde muy joven por ambos clubes de la ciudad, Notts County y Nottingham Forest.

### Bradford City
Finalmente en 2002 llegó al Bradford City como aprendiz después de ser descubierto cuando jugaba para la universidad de Nottingham. Hizo su debut para Bradford el 16 de noviembre de 2002 contra su antiguo club, el Nottingham Forest días después de ser convocado como suplente para Inglaterra sub-18 contra Francia. Jugó más de 50 partidos en el club, anotando el primer gol de su carrera en un partido contra el Crystal Palace, antes de ser vendido por 200 000 £ por los administradores en 2004.
Bradford recibió ofertas de Sunderland y Sheffield United, con Francis eligiendo este último para estar más cerca de su familia en Nottingham. La competencia por los lugares significó que Francis nunca fuera capaz de mantener un lugar regular en Bramall Lane, con solo 15 partidos disputados para el Sheffield United durante los dos años que estuvo en la institución. 

#### Préstamos a Grimsby Town y Tranmere Rovers
Pasó la mayor parte de la temporada 2005-06 a préstamo en Grimsby Town y luego en Tranmere Rovers, donde anotó una vez contra el Swansea City AFC. Su última aparición para el Sheffield United fue como un suplente contra el Luton en el penúltimo partido de la temporada.

### Southend United
El 13 de junio de 2006 fue transferido a un equipo de la League One, el Southend United por un costo bajo, firmando un contrato de tres años de duración.  En junio de 2008, fue transferido inicialmente por el Southend United después de no llegar a un acuerdo de renovación, pero dos semanas más tarde firmó por otros dos años más con el club. En enero de 2010 el Southend aceptó a una oferta para Francis proveniente del Peterborough United pero no se pudo dar por motivos personales. Después del descenso de Southend en League Two, Francis declaró que no tenía ningún deseo de abandonar el club, pese a las condiciones. Tres semanas después, Southend aceptó una oferta de 150 000 libras esterlinas del Brentford F. C. El 8 de julio de 2010, el nuevo mánager de Southend, Paul Sturrock, acordó la cancelación del contrato del defensor haciendo caer el pase al Brentford FC, y lo que le permitió la búsqueda de un nuevo club como agente libre. 

### Charlton Athletic
El 30 de julio firmó para el Charlton Athletic F. C., equipo en el cual estuvo dos temporadas hasta su cesión. 

### AFC Bournemouth
El 7 de noviembre de 2011 firmó un préstamo con AFC Bournemouth y el acuerdo se hizo con motivo de comprarlo en enero de 2012. Fue un artífice importante en la promoción de Bournemouth al Campeonato de la Liga de Fútbol en 2012/2013 y ganó el premio Jugador de la Temporada.  En su primera temporada en el segundo nivel del fútbol inglés desde 1990, Francis jugó todos los partidos en su totalidad menos uno en que solo duró 45 minutos en esa temporada. En el verano de 2014, finalmente firmó otro contrato por tres años en la AFC Bournemouth, oficializándose así su compra definitiva con la institución. jugó en Bournemouth 7 años hasta que en 2021 anunció su retirada.

## Clubes
| Club                             | País       | Año       |
| -------------------------------- | ---------- | --------- |
| Bradford City A. F. C.           | Inglaterra | 2002-2003 |
| Sheffield United F. C.           | Inglaterra | 2003-2006 |
| Grimsby Town F. C. (préstamo)    | Inglaterra | 2005      |
| Tranmere Rovers F. C. (préstamo) | Inglaterra | 2005-2006 |
| Southend United F. C.            | Inglaterra | 2006-2010 |
| Charlton Athletic F. C.          | Inglaterra | 2010-2012 |
| AFC Bournemouth (préstamo)       | Inglaterra | 2011-2012 |
| AFC Bournemouth                  | Inglaterra | 2012-2020 |